# باربي وايلد
باربي وايلد (بالإنجليزية: Barbie Wilde)‏ (1960 في كندا)؛ ممثلة وروائية بريطانية-كندية.

## روابط خارجية
- باربي وايلد على موقع IMDb (الإنجليزية)
- باربي وايلد على موقع ديسكوغز (الإنجليزية)
- باربي وايلد على موقع قاعدة بيانات الفيلم (الإنجليزية)